# Región de Tillabéri
La región de Tillabéri es una de las siete divisiones administrativas de primer nivel en Níger. Su capital es la ciudad de Tillabéri. Tiene una superficie de 89 623 km².
En 2012 tenía 2 722 482 habitantes.

## Localización
Se ubica en el suroeste del país y tiene los siguientes límites:
| Noroeste: Región de Gao, Mali         | Norte: Región de Ménaka, Mali       | Noreste: Región de Ménaka, Mali |
| Oeste: Región del Sahel, Burkina Faso |                                     | Este: Región de Tahoua          |
| Suroeste: Región Este, Burkina Faso   | Sur: Departamento de Alibori, Benín | Sureste: Región de Dosso        |

Además, la capital nacional Niamey está enclavada en el interior de la región sin formar parte de la misma.

## División administrativa
Luego de la reforma territorial de 2011, Tillabéri está dividido en los siguientes 13 departamentos:
- Departamento de Abala (capital: Abala)
- Departamento de Ayérou (capital: Ayérou)
- Departamento de Balleyara (coincide con la comuna de Tagazar)
- Banibangou (comuna-departamento)
- Bankilare (comuna-departamento)
- Departamento de Filingue (capital: Filingué)
- Departamento de Gothèye (capital: Gothèye)
- Departamento de Kollo (capital: Kollo)
- Departamento de Ouallam (capital: Ouallam)
- Departamento de Say (capital: Say)
- Departamento de Tera (capital: Téra)
- Departamento de Tillabéri (capital: Tillabéri)
- Departamento de Torodi (capital: Torodi)